# Wien Südbahnhof

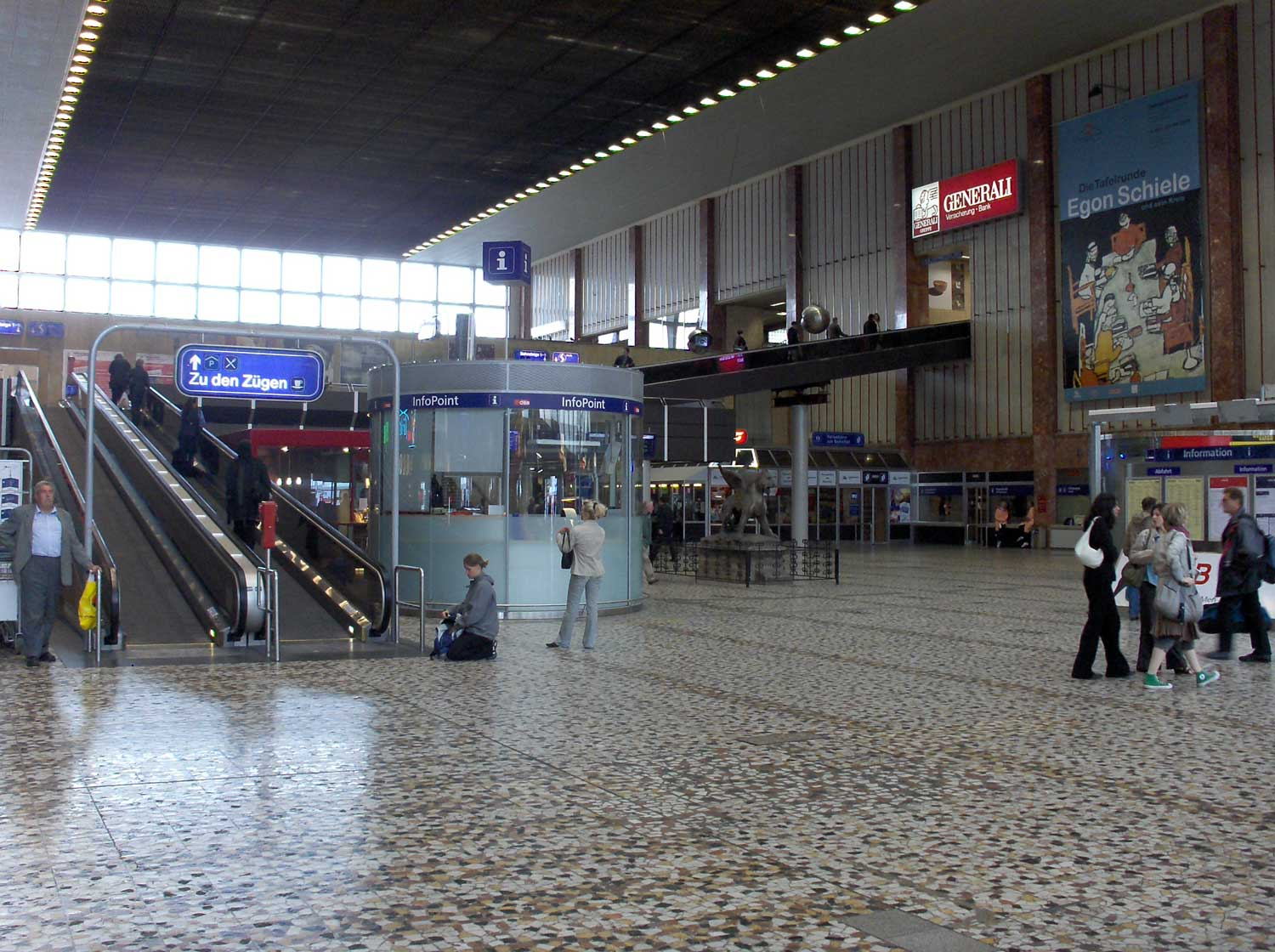
Bývalá hlavní hala Südbahnhof

Wien Südbahnhof (česky Vídeň jižní nádraží) byla do 12. prosince 2009 největší hlavová železniční stanice Rakouska. Přijímací budova s nástupišti měla tvar písmene „V“ se špicí směrující na sever, a to díky skutečnosti, že do ní byla ukončena Südbahn (Jižní trať) směrující do měst Wiener Neustadt, Villach, Klagenfurt, Graz, a Ostbahn (Východní trať) směrující do měst Bruck an der Leitha, Neusiedl am See, Bratislava, Győr. Na Ostbahn je na okraji města připojena také Nordbahn směrující do Břeclavi, s přípojnou tratí do Marcheggu a Bratislavy.
Nádraží leželo na jihovýchodě města – v městské části Favoriten.

## Zrušení nádraží
12. prosince 2009 byl ukončen provoz odbavovací haly a jižního nástupiště (Süd). Většina objektů nádraží byla postupně demolována: prostory nástupišť části Süd (a zčásti i Ost), dvě části depa Südbahnhof – Ostseite a Südseite a také odbavovací hala nádraží. Zachován zůstal provoz podzemních nástupišť č. 21 a 22. Nástupiště „Ost“ byla ponechána v provozu ve zkrácené podobě, za zarážedly bylo vybudováno provizorní provozní zázemí. Vstup na provizorní nádraží „Südbahnhof (Ost)“ byl zřízen z ulice Arsenalstrasse. Posledním vlakem, který do stanice v její původní podobě (provozní jižní nástupiště a odbavovací hala), přijel byl vlak IC 350 z Mariboru, posledním vlakem, který odjel byl rozlučkový mimořádný vlak do stanice Mürzzuschlag vedený historickou lokomotivou řady 4061.
8. prosince 2012 byl, v souvislosti s částečným zprovozněním nového nádraží Wien Hauptbahnhof, ukončen provoz i ve zbylé části – zkrácených nástupištích „Ost“.

## Nové nádraží
V sousedství nádraží a na jeho místě začala paralelně s demolicí výstavba nového hlavního nádraží – Wien Hauptbahnhof. První část byla otevřena koncem roku 2012 a kompletně bylo nádraží dokončeno v prosinci 2015.